# حديقة حيوانات بغداد
حديقة حيوانات بغداد هي حديقة حيوانات تقع في حديقة الزوراء وسط بغداد وقد اعتبرت حديقة الزوراء من أكبر وأقدم حدائق الحيوانات في الشرق الأوسط. حيث تبلغ مساحتها 810 كيلومتر
وقد كانت حديقة الحيوانات موجودة في منطقة قريبة من موقع حديقة الزوراء الحالية، لكن عند تأسيس حديقة الزوراء تم نقل موقع الحديقة إلى نطاق حديقة الزوراء عام 1971.
تعرضت الحديقة إلى ضرر كبير خلال المعارك التي سبقت احتلال العراق عام 2003، وما تبعها من عمليات نهب وسرقة. ثم أجريت عليها أعمال الصيانة والترميم في الأعوام التالية.

## التاريخ
تم بناء حديقة حيوانات بغداد في عام 1971 في حكم أحمد حسن البكر.
كانت الحديقة صغيرة وغير كافية، حيث كانت أماكن الإحتجاز صغيرة للحيوانات وتعتبر غير إنسانية. بعد حرب الخليج الأولى، عانت حدائق الحيوانات في العراق من عقوبات الأمم المتحدة على العراق، من ناحية المحدودية في الأطعمة والأدوية واللقاحات. أغلق صدام حسين حديقة الحيوانات للتجديدات في ربيع عام 2002.
تم تدمير الحديقة خلال غزو العراق عام 2003. وأوقف عمال حديقة الحيوانات إطعام الحيوانات في أوائل أبريل 2003 لأجل سلامتهم، وذلك عندما اتخذ جنود فدائيو صدام مواقع دفاعية حول حديقة الحيوان عندما بدأت القوات الأمريكية معركة بغداد. من بين 650 إلى 700 حيوان أصلي في حديقة حيوانات بغداد ، نجا 35 حيوان فقط حتى اليوم الثامن من الغزو، وأغلبها كانت حيوانات كبيرة.

## معرض صور

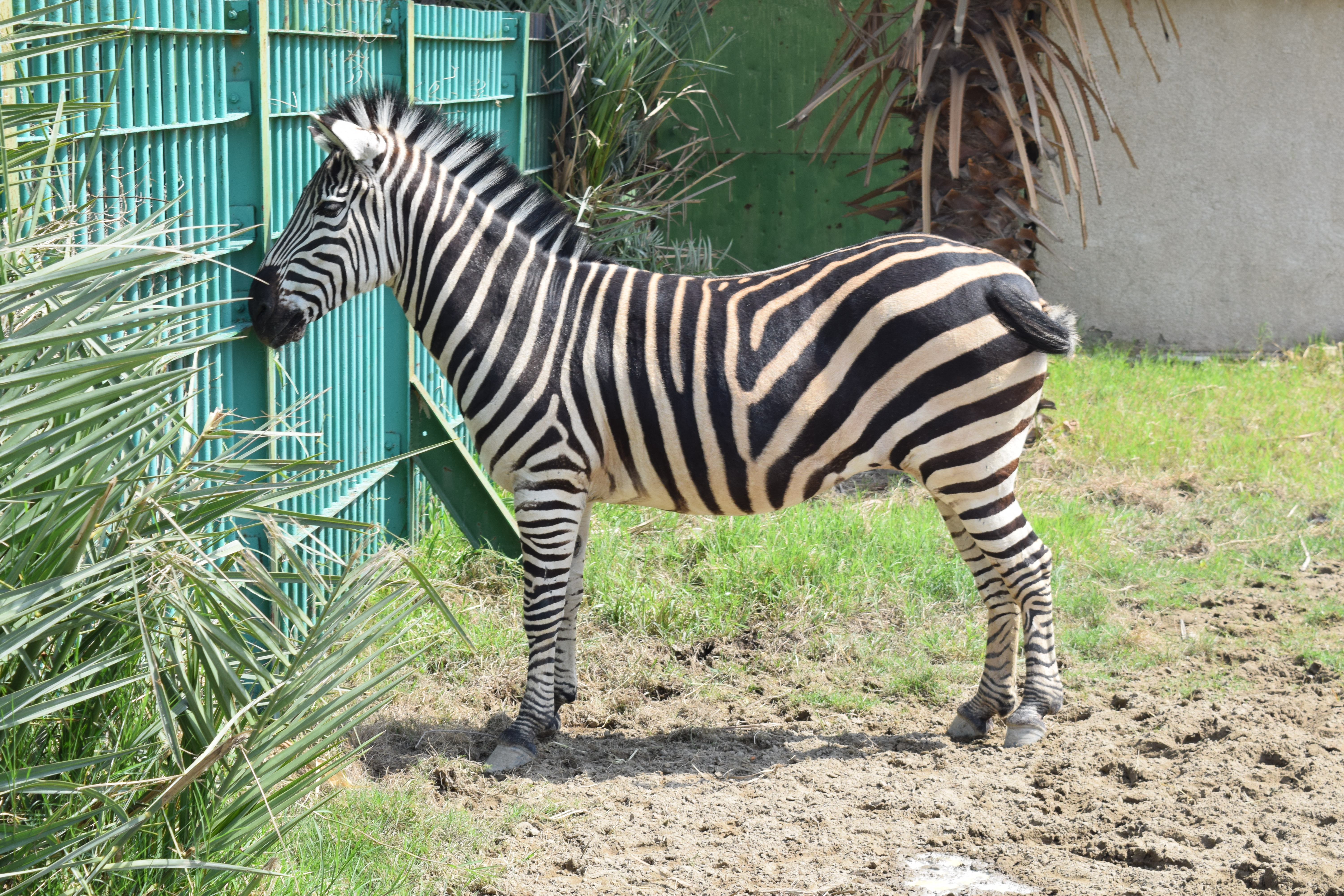
حمار وحشي في الزوراء
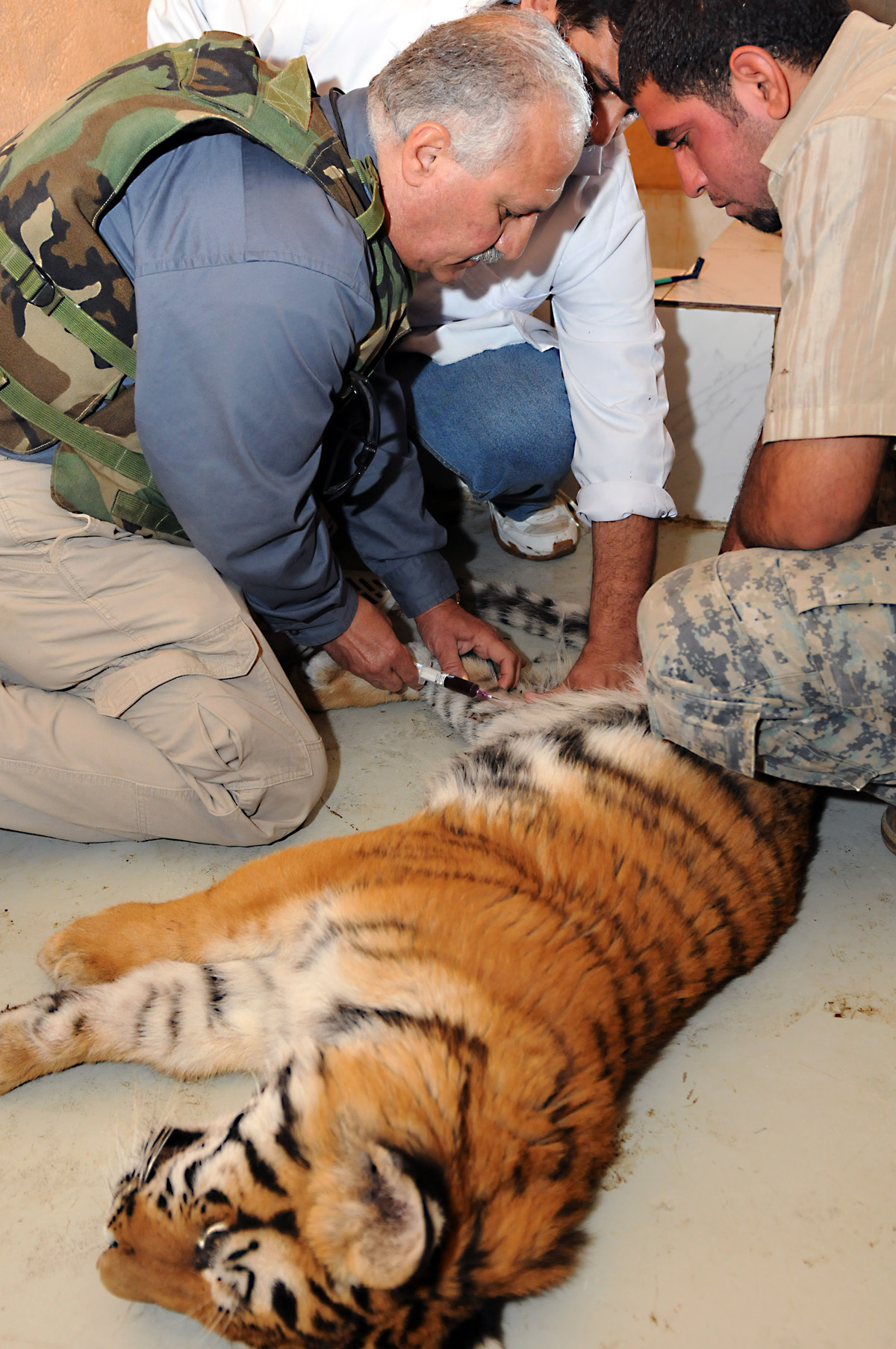
أخصائيون بيطريون أمريكيين وعراقيين يساعدون الحيوانات
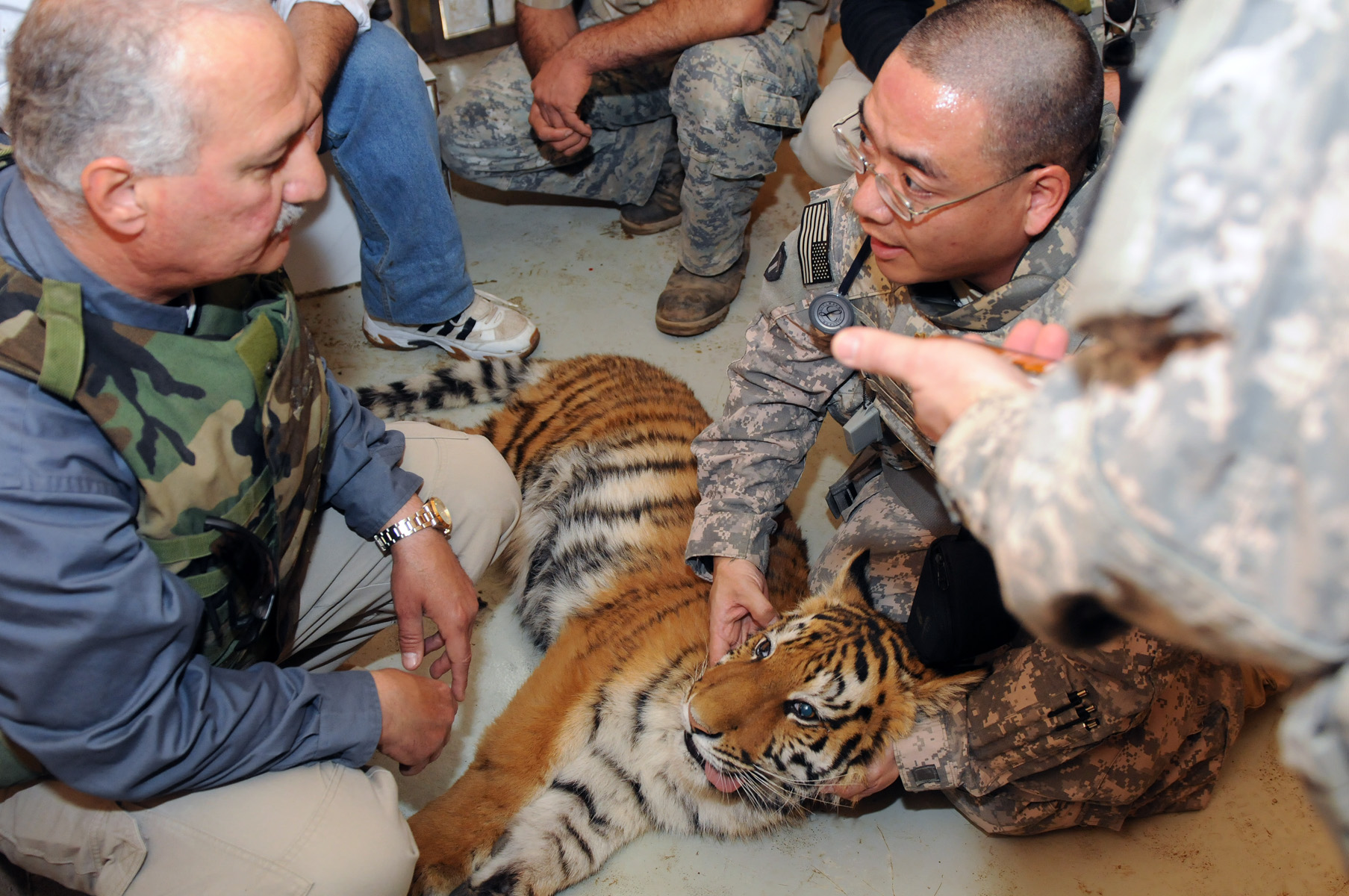
أخصائيون بيطريون أمريكيين وعراقيين يساعدون الحيوانات
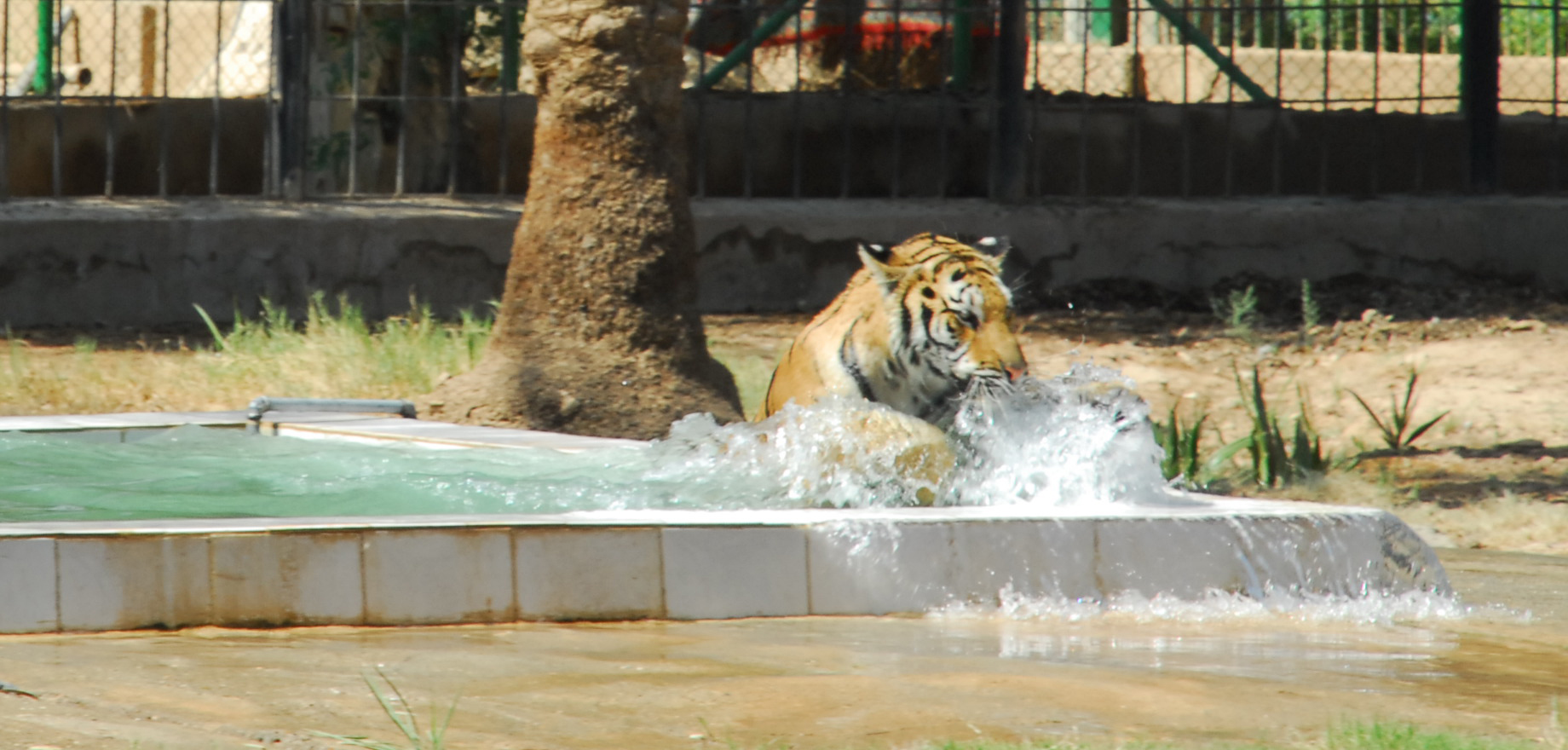
نمر يسبح في الماء
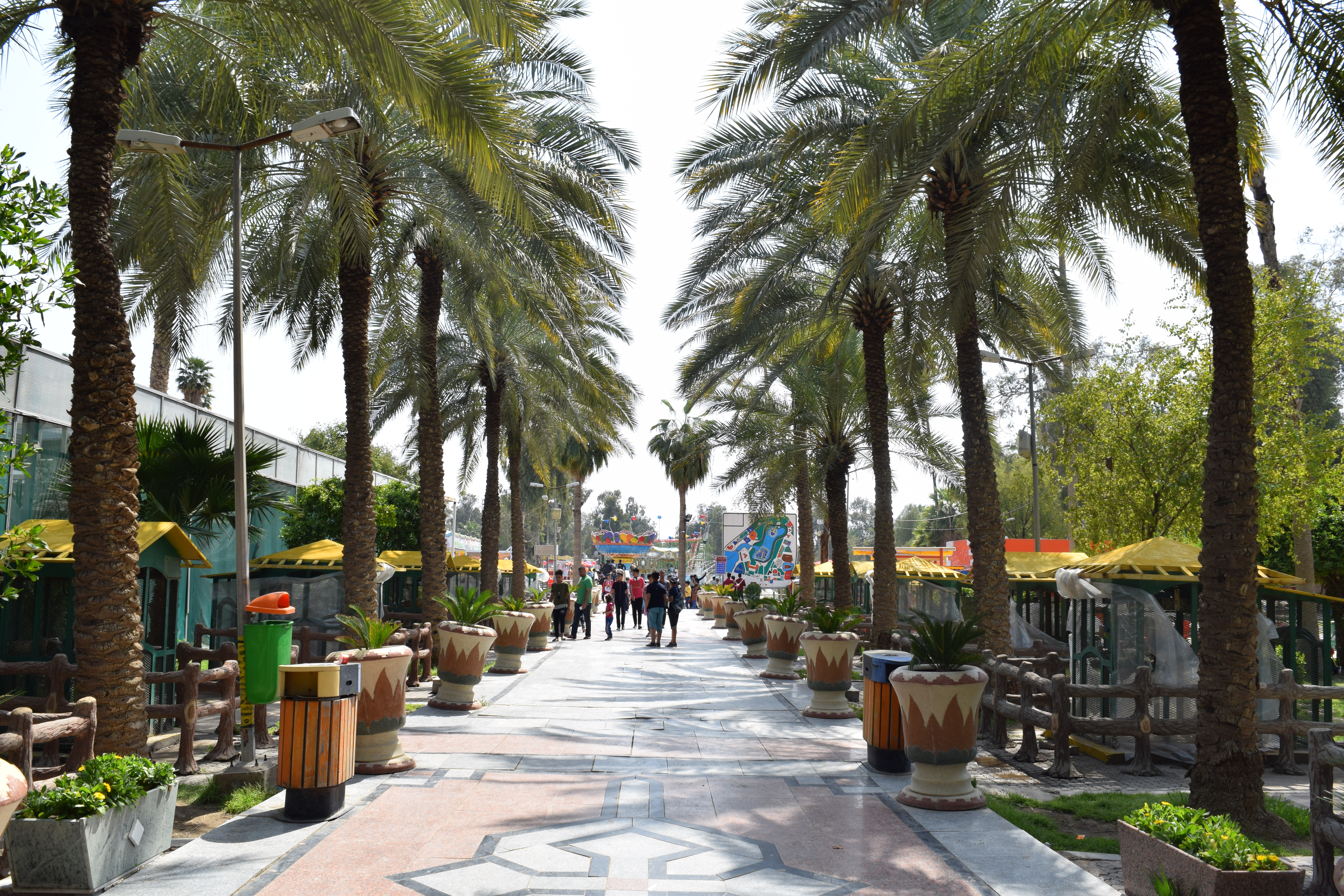
حديقة حيوانات بغداد في عام 2017